# Chlorocebus pygerythrus
Chlorocebus pygerythrus (maimuța vervet) reprezintă o specie de maimuțe din familia cercopitecidelor, răspândită în Africa de Sud și de Est. Termenul „vervet” este, de asemenea, folosit pentru a se referi la toți membrii genului Chlorocebus. Cele cinci subspecii distincte pot fi găsite mai ales în toată Africa de Sud, precum și în unele țări din est. Aceste maimuțe, în mare parte erbivore, au fețele negre și o culoare cenușie a părului corpului, lungimea corpului variind de la aproximativ 40 cm pentru femele la aproximativ 50 cm pentru masculi.
Pe lângă cercetarea comportamentală asupra populațiilor naturale, maimuțele vervet servesc ca un model de primate non-umane pentru înțelegerea comportamentelor genetice și sociale ale oamenilor. Au fost remarcate pentru că au caracteristici asemănătoare omului, cum ar fi hipertensiunea arterială, anxietatea, consumul în cadru social de alcool și dependența de acesta. Aceste maimuțe trăiesc în grupuri sociale cuprinse între 10 și 70 de indivizi, iar masculii trec în alte grupuri în momentul maturizării sexuale. Studiile efectuate asupra maimuțelor vervet implică comunicarea și semnalele de alarmă ale acestora, în special în ceea ce privește recunoașterea rudelor și a grupului și observarea caracteristică a prădătorilor.

## Galerie de imagini

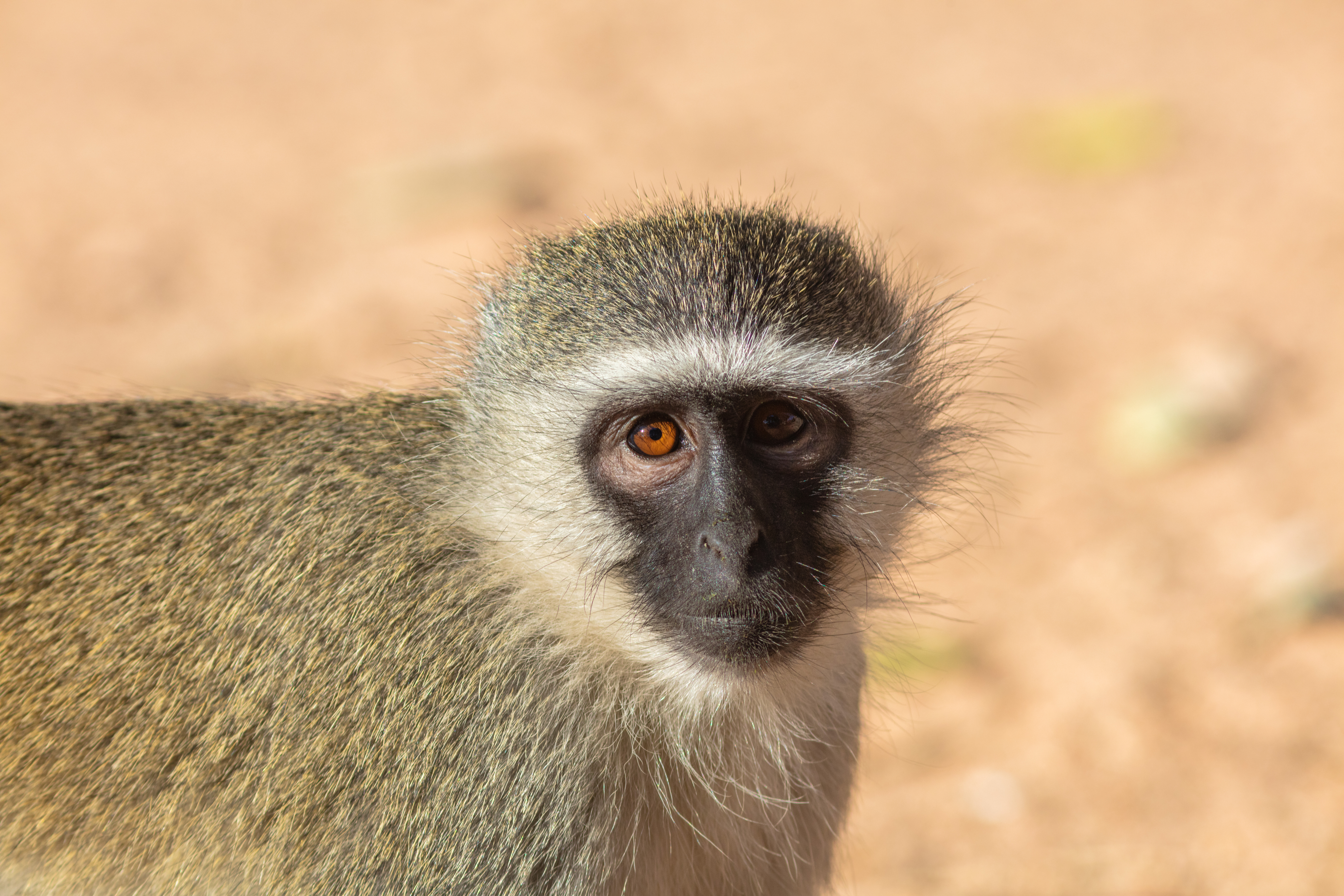
Mascul adult de maimuță vervet în Africa de Sud
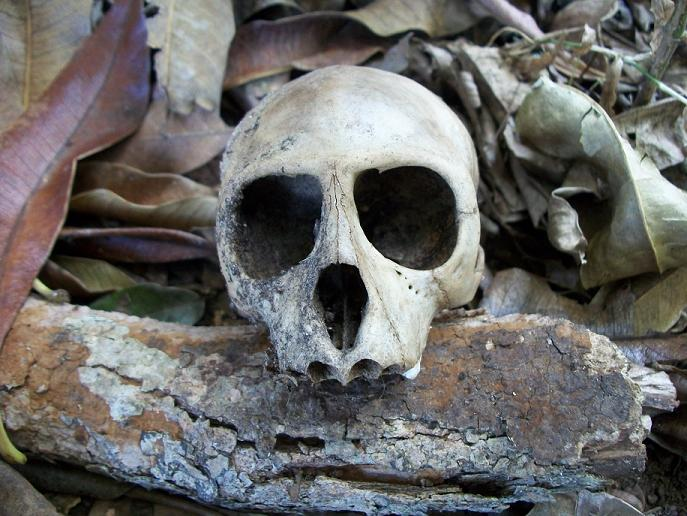
Vedere frontală a craniului unei maimuțe vervet
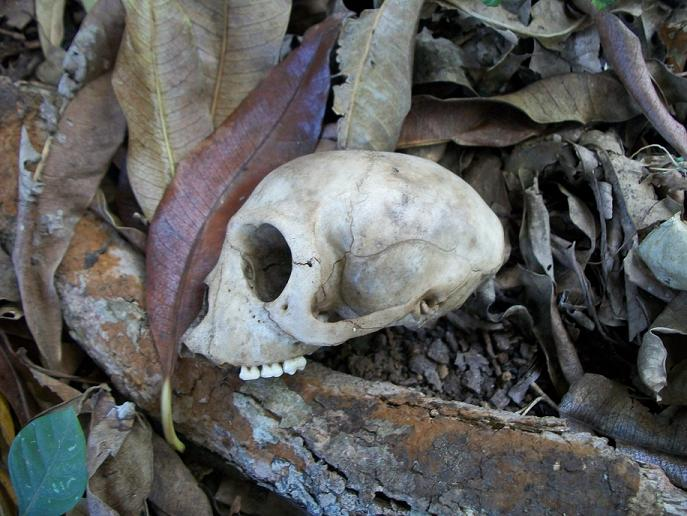
Vedere laterală a craniului
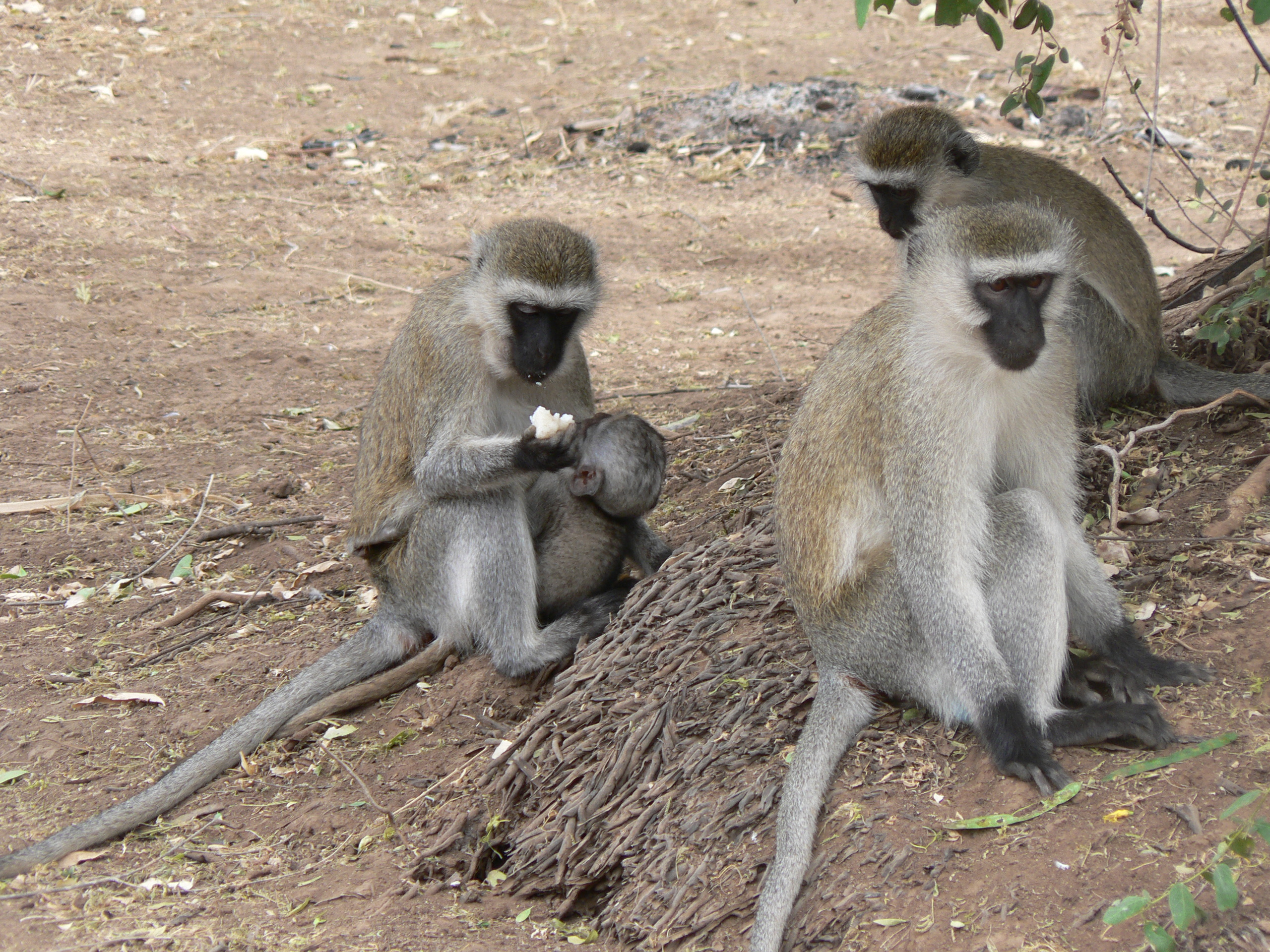
Maimuțe vervet în Parcul Național Samburu